# 板甲

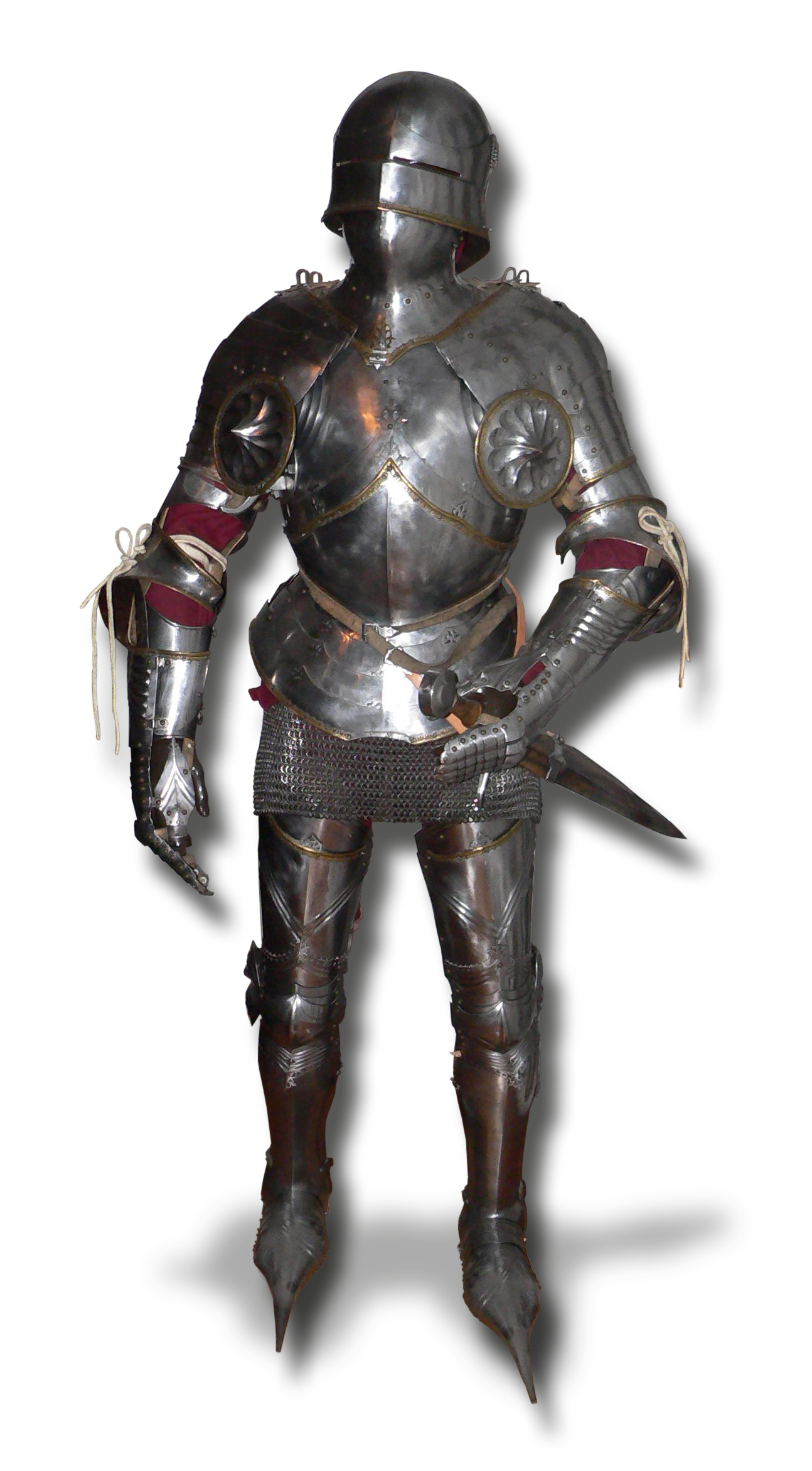
哥德式板甲。

板甲（英語：Plate armour）是以金屬製成的一整塊金屬板盔甲。最早的板甲在青铜器时代就已出现，古希腊迈锡尼文明就已制作出覆盖全身的早期青铜板甲，古希臘古典時期制造的青铜板甲因模仿人体肌肉的独特造型，因此也被称作“肌肉甲”。亚洲方面，2012年，考古學家在中国陝西省寶雞石鼓山發掘了一批西周時期的古墓葬，其中也有早期青銅板甲出土。但因为早期青铜板甲的设计依然十分原始，使用者需要用双肩承受盔甲的全部重量；再加上青铜材料防护性能有限，最终青铜板甲被铁质的鳞甲，札甲，片板甲（Lorica segmentata ）和锁子甲取代。直到歐洲中世纪晚期和文艺复兴时期成熟的板甲才出现。
13世紀欧洲在锁子甲的基础上发展出了板链甲，15世紀後出現了成熟的全身板甲。全身板甲将重量分摊在使用者的全身，而不再像传统盔甲一样需要用双肩承受铠甲的全部重量，同时胸甲采用了穹壳结构设计来增强整体的强度。这一时期意大利的米蘭成为欧洲盔甲的制造中心，并发展出了哥特甲和米兰甲。米兰盔甲作坊中也出现了用了专门加工板甲零件的早期车床。更高的生产效率降低了价格，并让不少普通士兵也能负担的起价格较低的胸甲和头盔。但昂贵的全身板甲依旧是贵族和富人的专用品（和很多人想象的不同，全身板甲的胸甲和头盔往往比护手，护臂和护腿要便宜。后者因为需要保持关节活动的灵活性，所以生产难度更大，对技术的要求也更高）。神圣罗马帝国皇帝马克西米利安一世在位时期曾大力投资南德意志的盔甲制造业，德国的盔甲匠在意大利板甲的基础上发展出了马克西米利安式板甲，并一度风行欧洲。这种板甲以精湛的工艺在护甲上凿满了瓦楞，这些瓦楞结构可以增加板甲結構的强度，同时也起到了朴素的装饰效果。板甲（米蘭式和哥德式）用於百年戰爭、義大利戰爭、玫瑰戰爭、八十年戰爭、法國宗教戰爭、波兰-立陶宛-条顿战争、波蘭—鄂圖曼戰爭、鄂圖曼—哈布斯堡戰爭、勃艮第戰爭、三十年戰爭。
後来因为威力更强的火绳枪的出现，以及火器在战场上大量使用，全身板甲在战场上逐渐被淘汰，并演變為四分之三甲和骑兵胸板甲。此外，亞洲地區也有部分國家曾經进口使用過板甲，如奥斯曼帝国。日本在南蛮贸易中也曾进口过南蛮胴（多为葡萄牙生产的胸板甲）。
此外，中国明朝的《武备要略》中也有过全铁甲的记载，从描述中来看这可能是一种类似板链甲的盔甲，只不过用棉甲取代了板链甲中的锁子甲。而清朝时期乾隆帝的妃子香妃也曾留下过身着欧洲全身板甲的画像。